# 愛知県立豊田東高等学校

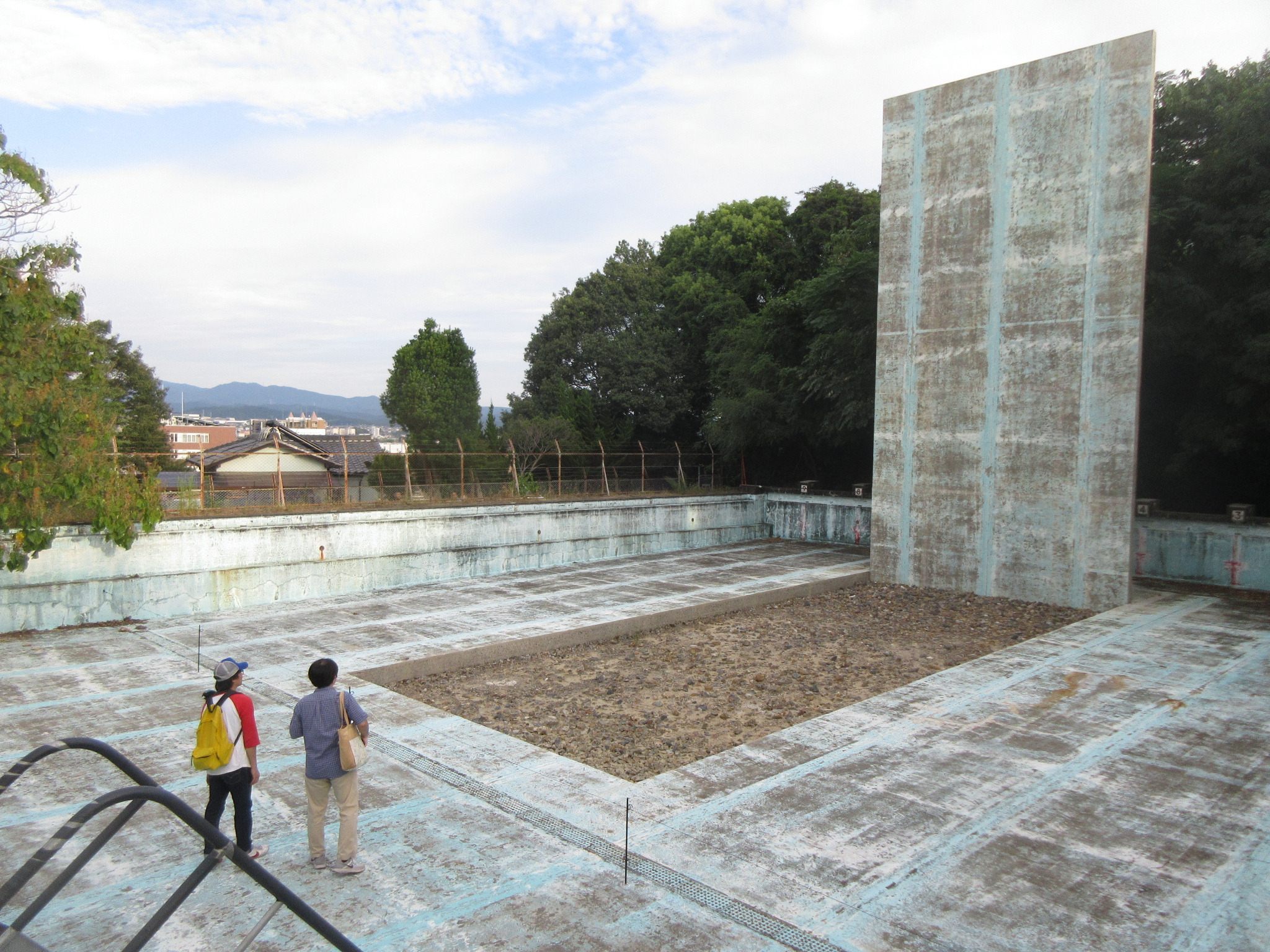
旧校舎のプール跡地（小坂本町5丁目）。国際芸術祭「あいちトリエンナーレ2019」の会場となった。

愛知県立豊田東高等学校（あいちけんりつとよたひがしこうとうがっこう）は、愛知県豊田市御立町に所在する公立の高等学校。

## 設置学科
総合学科
- 文プラン
- 理プラン
- 外国語プラン
- 看護プラン
- 福祉・健康プラン
- ビジネスプラン
- 美術プラン
- 音楽プラン
- 服飾プラン
- 保育プラン
- 調理・栄養プラン

## 概要
長い間、愛知県内の公立高校で唯一の女子校であったが、2007年（平成19年）度入学生から男女共学となり、同時に総合学科に再編された。
ユネスコスクールに認定されている。

## 沿革
- 1940年（昭和15年） - 挙母町立挙母高等女学校として開校。
- 1948年（昭和23年）
  - 4月1日 - 学制改革により愛知県立挙母東高等学校と改称。
  - 10月1日 - 学校再配置により、愛知県挙母西高等学校、愛知県立挙母東高等学校、および愛知県立猿投農林高等学校を統合し、愛知県立加茂高等学校と改称。
- 1950年（昭和25年） - 愛知県立挙母高等学校と改称。
- 1959年（昭和34年） - 東西校舎を分離し、愛知県立豊田東高等学校と改称（女子普通科）。
- 2007年（平成19年） - 校舎を小坂本町から豊田スタジアム南（御立町）に移転。総合学科に改編し男女共学化。また全県学区となったため、瀬戸市、春日井市、名古屋市天白区等、尾張地区からの受験も可能となった。なお、跡地には2024年（令和6年）4月26日に豊田市博物館がオープンした[2]。

## 出身者
- 上坂冬子（評論家、旧制挙母高女卒）
- 茉白実歩（声優、タレント）

## 最寄り駅
- 名鉄三河線・豊田線 豊田市駅より徒歩で約30分。
- 愛知環状鉄道・愛知環状鉄道線 新豊田駅より徒歩で約35分。